# ثلاثي فلوريد النتروجين
ثلاثي فلوريد النتروجين هو مركب كيميائي من عنصري النتروجين والفلور، له الصيغة الكيميائية NF3، ويكون على شكل غاز عديم اللون.

## التحضير
يحضر ثلاثي فلوريد النتروجين من التفاعل الحفزي للأمونياك مع غاز الفلور:
{\displaystyle \mathrm {4\ NH_{3}+3\ F_{2}{\xrightarrow {Cu-Kat.}}NF_{3}+3\ NH_{4}F} }
أو من التحليل الكهربائي لمصهور بيفلوريدات الأمونيوم.
لا يمكن إجراء عملية التحضير للمركب من التفاعل المباشر للعناصر المكوّنة إلا تحت ظروف تفاعلية قاسية تتطلب إجراء عملية تفريغ كهربائي تحت ضغط ودرجات حرارة مرتفعة.

## الخصائص
- لمركب ثلاثي فلوريد النتروجين بنية جزيئية هرمية، تقع فيها ذرة النتروجين على رأس الهرم،[5] وتبلغ قيمة الزوايا بين ذرات الفلور المشكلة للقاعدة 102.5°، في حين يبلغ طول الرابطة بين ذرتي النتروجين والفلور مقدار 137 بيكومتر.
- لا يتفاعل ثلاثي فلوريد النتروجين في اشروط العادية مع الماء، وهو على العكس من الأمونياك، لا يبدي أي خصائص قاعدية. يمتاز المركب بأنه مؤكسد قوي.
- يتفاعل ثلاثي فلوريد النتروجين مع كلوريد الألومنيوم ليعطي فلوريد الألومنيوم حسب المعادلة:

{\displaystyle \mathrm {2\ NF_{3}+2\ AlCl_{3}\rightarrow \ N_{2}+3\ Cl_{2}+2\ AlF_{3}} }
- يعد ثلاثي فلوريد النتروجين من غازات الدفيئة، وهو أقوى من ثنائي أكسيد الكربون بحوالي 17200 مرة من هذه الناحية.

## الاستخدامات
يستخدم ثلاثي فلوريد النتروجين في صناعة أشباه الموصلات وخاصة من أجل إنتاج الشاشات المسطحة والخلايا الشمسية وذلك من أجل تنظيف السطوح (تنميش بالبلازما) لعملية الترسيب الكيميائي للبخار المدعم بالبلازما لمركبات السيليكون (السيليسيوم)، مثل ثنائي أكسيد السيليكون ونتريد السيليكون.